# Седини
Сѐдини (на италиански: Sedini; на сардински: Sèddini) е село и община в Южна Италия, провинция Сасари, автономен регион и остров Сардиния. Разположено е на 350 m надморска височина. Населението на общината е 1352 души (към 2010 г.).